# Bjørn Spydevold
Bjørn Anker Spydevold (ur. 8 września 1918 w Sarpsborgu, zm. 30 marca 2002 w Greåker) – norweski piłkarz występujący na pozycji pomocnika. Ojciec innego piłkarza, Thora Spydevolda.

## Kariera klubowa
Spydevold karierę rozpoczynał w 1945 roku we Fredrisktadzie. W latach 1945, 1946 oraz 1948 osiągnął z nim finał Pucharu Norwegii, jednak w żadnym z nich nie zwyciężył. W 1948 roku odszedł do Greåker IF, ale rok później wrócił do Fredrisktadu. Trzykrotnie zdobył z nim mistrzostwo Norwegii (1951, 1952, 1954), a także raz Puchar Norwegii (1951). W 1954 roku ponownie przeszedł do Greåker IF, gdzie w 1961 roku zakończył karierę.

## Kariera reprezentacyjna
W reprezentacji Norwegii Spydevold zadebiutował 26 sierpnia 1945 w przegranym 2:4 towarzyskim meczu z Danią, w którym strzelił też gola, który był jednocześnie jego jedynym w zespole narodowym. W 1952 roku znalazł się w kadrze na Letnie Igrzyska Olimpijskie, zakończone przez Norwegię na pierwszej rundzie. W latach 1945–1952 w drużynie narodowej rozegrał 35 spotkań.